# John Antill

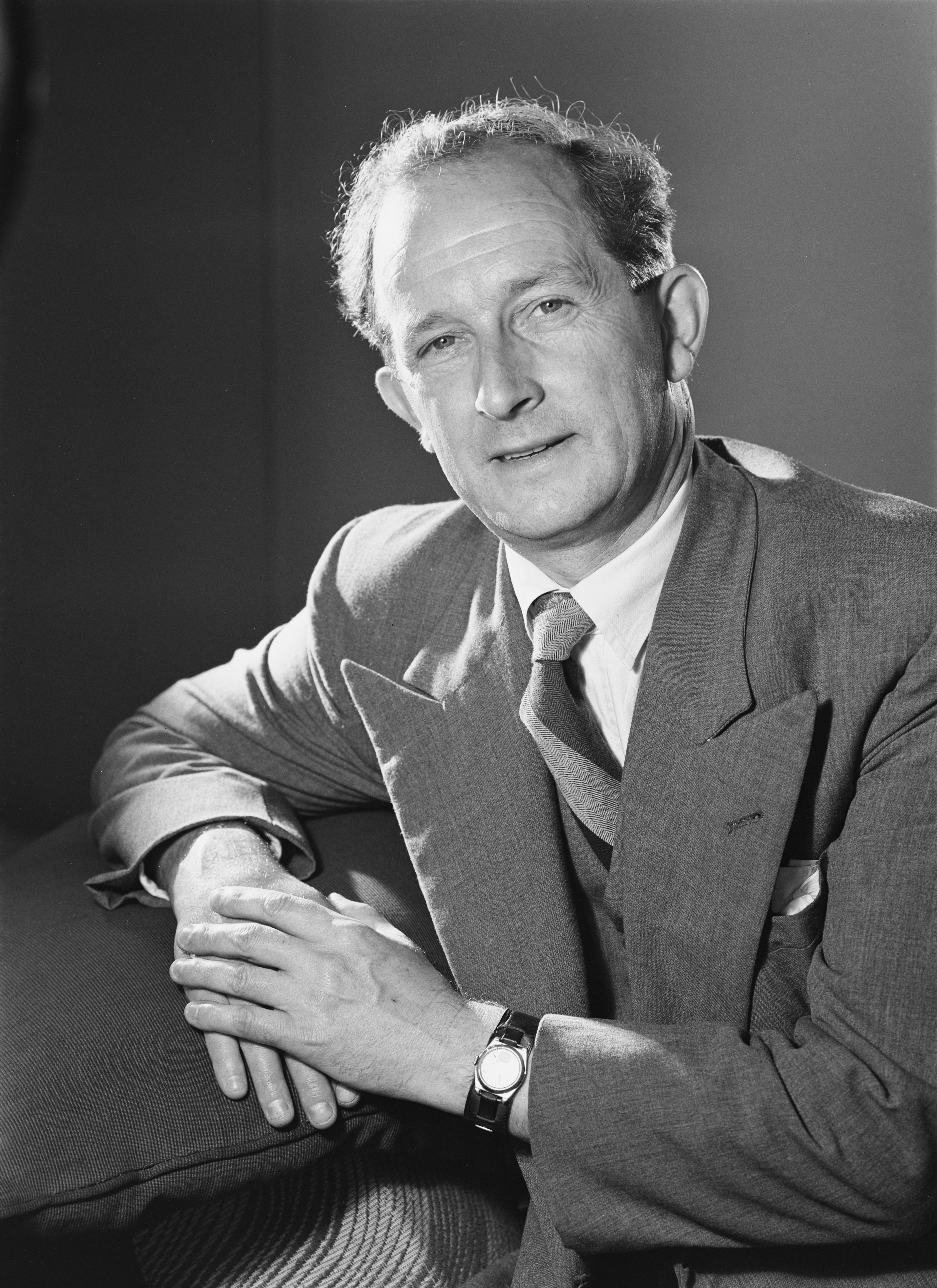
John Antill, aufgenommen für ABC im Juni 1945.

John Antill OBE CMG (* 8. April 1904 in Ashfield, Sydney, New South Wales, Australien; † 29. Dezember 1986 in Caringbah, Sydney) war ein australischer Komponist.
Antill arbeitete von 1920 bis 1925 bei der Eisenbahn und studierte dann am New South Wales Conservatorium of Music Komposition bei Alfred Hill und Violine bei Gerald Walenn. Danach war er Musiker beim New South Wales State Orchestra und dem Sydney Symphony Orchestra. Von 1932 bis 1934 war er als Tenor mit der J.C. Williamson Imperial Opera Company auf Tour.
Seit 1936 war er bei der Australian Broadcasting Commission beschäftigt, wo er verantwortlich für die Musikprogramme war. 1972 bereitete er auf Fidschi das Erste Südpazifische Kunstfestival vor.
Antills bedeutendstes Werk war das 1950 uraufgeführte Ballett Corroboree, das von Zeremonien (den Corroborees) mit Tanz, Musik und Theaterdarstellungen der Aborigines inspiriert ist. Es entstand mehrere Jahre nach dem gleichnamigen Ballett-Zwischenspiel von Clive Douglas. 1959 entstand die Symphony on a city für die Stadt Newcastle. Er komponierte außerdem drei Opern, weitere Ballette, Orchesterstücke, eine Kantate, ein Konzert für Harmonika und Orchester und Liedzyklen.

## Auszeichnungen
- 1971: Officer des Order of the British Empire
- 1981: Companion des Order of St. Michael and St. George
- 1985: Ehrendoktor der University of Wollongong

## Werke
- Endymion, Oper, 1922
- The Circus Comes to Town, Ballett, 1925
- Capriccio, 1925
- Corroboree, Konzertsuite, 1946; Ballett, 1950
- School in the Mailbox, Filmmusik, 1947
- The Music Critic, Oper, 1953
- Five songs of happiness from the Psalms, Stimme, Klavier und Oboe, 1953
- Wakooka, Ballett, 1957
- Overture for a momentous occasion, Orchester, 1957
- G’Day Digger, Ballett, 1958
- The Unknown Land, Suite für Streichorchester, 1958
- The Birth of the Waratah, Ballett, 1959
- The First Boomerang, Ballett, 1959
- Burragorang Dreamtime, Ballett, 1959
- Black Opal, Ballett, 1961
- Snowy, Ballett, 1961
- The First Christmas, TV-Oper, 1969/70
- Fanfare for the Lord Mayor of Sydney, Kammermusik, 1984